# Dicyclina
Dicyclina es un género de foraminífero bentónico de la familia Dicyclinidae, de la superfamilia Ataxophragmioidea, del suborden Ataxophragmiina y del orden Loftusiida. Su especie tipo es Dicyclina schlumbergeri. Su rango cronoestratigráfico abarca desde el Albiense (Cretácico inferior) hasta el Santoniense (Cretácico superior).

## Discusión
Clasificaciones previas incluían Dicyclina en el suborden Textulariina del orden Textulariida o en el orden Lituolida.

## Paleoecología
Dicyclina incluía especies con un modo de vida bentónico infaunal, de distribución latitudinal tropical-subtropical (Tetis), y habitantes de medio litoral a sublitoral interno.

## Clasificación
Dicyclina incluye a las siguientes especies:
- Dicyclina lusitanica †
- Dicyclina praecursor †
- Dicyclina qatarensis †
- Dicyclina sampoi †
- Dicyclina schlumbergeri †
- Dicyclina simplex †